# Bugunprakttimalia
Bugunprakttimalia (Liocichla bugunorum) är en nyligen upptäckt och beskriven tätting i familjen fnittertrastar som enbart förekommer i nordöstra Indien.

## Utseende och läten
Bugunprakttimalian är en liten fågel som mäter 22 cm med olivgrå fjäderdräkt och svart hätta. Ansiktet är markerat med tydliga orangegula partier ovanför ögat, och vingarna har gula, röda och vita partier. Stjärten är svart med rödfärgad stjärtspets. Den har rosafärgade ben och svart näbb som övergår i vitt mot näbbasen. En andra mindre starkt färgad individ fångades in med hjälp av slöjnät och man tror att detta kan vara en hona. Dess sång beskrivs som flöjtande och distinkt.

## Utbredning och biotop
Nästan alla observationer av arten har gjorts på en höjd av runt 2000 meter på orörda sluttningar täckta av buskar och småträd. Den lever i revir liknande emeishanprakttimalian (Liocichla omeiensis). Små flockar observerades i januari och par i maj, uppskattningsvis 14 individer totalt sett.

## Upptäckt och hot
Bugunprakttimalian observerades första gången 1995 och beskrevs som en ny art 2006 av Ramana Athreya. Beskrivningen gjordes utan att ett typspecimen hade insamlats eftersom de individer man kände var så få att man inte ville riskera att döda någon. Arten tros ha ett mycket litet utbredningsområde, uppskattat till endast 140 km², medan beståndet tros bestå av enbart 25–250 adulta individer. IUCN kategoriserar arten som akut hotad.